# Niepohamowana siła
Niepohamowana siła (ang. Excessive Force) – amerykański film akcji z 1993 roku w reżyserii Jona Hessa. Wyprodukowany przez wytwórnię New Line Cinema.
Film doczekał się kontynuacj filmu Niepohamowana siła II - Przemoc za przemoc po 2 latach.
Premiera filmu miała miejsce 14 maja 1993 roku w Stanach Zjednoczonych.

## Opis fabuły
Policjanci z wydziału antynarkotykowego – Terry (Thomas Ian Griffith), Frankie (Tony Todd) i Dylan (Tom Hodges) – próbują schwytać gangstera Sala DiMarco (Burt Young). Podczas zasadzki ginie kilku ludzi przestępcy. Znika także cały towar oraz gotówka. Boss podejrzewa o kradzież policjantów. Zdesperowany uprowadza jednego z nich.

## Obsada
Źródło: Filmweb
- James Earl Jones jako Jake
- Tom Hodges jako Dylan
- Lance Henriksen jako Devlin
- Thomas Ian Griffith jako Terry McCain
- Burt Young jako Sal DiMarco
- Tony Todd jako Frankie Hawkins
- Ian Gomez jako Lucas
- Antoni Corone jako gruby Tommy

i inni